# Prem Rawat
Prem Rawat (Prem Pal Singh Rawat, n. 10 de Dezembro de 1957 Haridwar, norte da Índia) também conhecido por Maharaji (e anteriormente como Guru Maharaj Ji) tem sido um orador e mestre no tema da "paz interior" desde os 8 anos de idade, apresentando as suas instruções sobre as quatro técnicas de meditação a que ele chama Conhecimento.
Em Junho de 1971, Rawat viajou para fora da Índia, para discursar em Londres e Los Angeles, onde se tornou o centro fulcral da atenção dos meios de comunicação. Depois de regressar à Índia para celebrar o aniversário do seu pai, voltou para os EUA em Fevereiro de 1972, acompanhado pela sua mãe, pelo irmão mais velho e por outros apoiantes indianos que desejavam ajudá-lo a divulgar a sua palavra. Dezenas de milhares de seguidores foram cativados, fundamentalmente originários da cultura hippie, e dezenas de ashrams de estilo indiano foram criados. Os seus ensinamentos e a sua atitude jovial atraíram a atenção crítica de estudiosos cristãos.
Em pouco tempo, o desejo de Rawat manifestar a sua visão trouxe-lhe alguns conflitos com a sua mãe e restante família, e o seu casamento com uma seguidora americana, em 1974, causou uma cisão permanente. A partir de então os ensinamentos de Rawat tornaram-se mais ocidentalizados e no início dos anos 80 abandonou a designação de "Guru", fechou os ashrams e deixou os tradicionais aparatos religiosos indianos com que havia iniciado as suas técnicas. A Fundação Prem Rawat, fundada em 2001, promove a sua mensagem em 88 países através de textos, vídeos e televisão, e também leva a cabo esforços humanitários a nível mundial.
Atualmente Prem Rawat, leva sua mensagem através das "Chaves". Um formato atual em que qualquer pessoa interessada em receber o Conhecimento pode desenvolver, mantendo-se em contato com sua mensagem até à possibilidade de conhecer as técnicas desta prática.
De facto, Prem Rawat literalmente espalha a sua mensagem de paz "conhecimento" faz 4 décadas 

## Infância

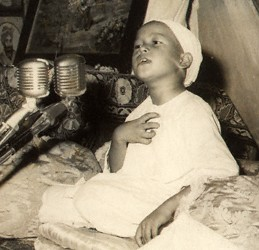
Prem Rawat aos 8 anos de idade.

Prem Rawat nasceu em Haridwar, no norte da Índia, a 10 de Dezembro, de 1957. Era o mais novo de quatro filhos de guru Shri Hans Ji Maharaj e da sua segunda mulher, Jagat Janani Mata Shri Rajeshwari Devi, e estudou na escola primária St. Joseph's Academy na cidade de Dehra Dun. Com 3 anos começou a discursar nas reuniões do seu pai, e quando tinha seis anos, o pai ensinou-lhe as técnicas do "Conhecimento." Quando o seu pai morreu em 1966, quando Prem Rawat tinha apenas 8 anos, ele foi aceite pela família e pelos seguidores do pai (conhecidos como premies) como o novo Satguru. Desde então, Rawat passou os fins de semana e as férias escolares a viajar, como o seu pai havia feito, para falar com diferentes pessoas sobre o conhecimento e a paz interior.
No final dos anos 60, adeptos britânicos que estavam na Índia convidaram-no a visitar o Ocidente. Em 1969 Prem Rawat enviou-o um dos seus estudantes indianos mais próximos (conhecidos como Mahatmas) a Londres para ensinar o Conhecimento em seu nome. Um artigo na Time Magazine publicado nessa altura relatava que a sua mãe e os seus irmãos beijavam os seus quando estavam na sua presença, como demonstração de adoração. Em 1970, muitos dos seus novos seguidores ocidentes foram à Índia vê-lo, e estavam presentes em Nova Delhi, no India Gate, quando, apenas como doze anos de idade, Prem rawat fez um discurso com o título "A bomba da paz" que marcou o início do seu trabalho internacional.

## Missão da Luz Divina
Prem Rawat trouxe para o ocidente a Missão da Luz Divina, uma organização que havia sido fundada por seu pai na Índia. Parte dos integrantes dessa organização vivia em ashrans (mosteiros). Alguns desses mosteiros admitiam integrantes não celibatários . Em 1983, ocorreu uma reformulação da organização que levou à dissolução dos ashrans no ocidente.